# Henrik Dam Kristensen
Henrik Dam Kristensen (ur. 31 stycznia 1957 w Vorbasse) – duński polityk, poseł krajowy i eurodeputowany, a także minister, od 2019 do 2022 przewodniczący Folketingetu.

## Życiorys
Uzyskał wykształcenie średnie techniczne. Przez osiem lat pracował na wsi jako listonosz. Później był urzędnikiem w duńskiej radzie ds. uchodźców oraz dyrektorem w pracowniczej organizacji AOF Danmark.
Od 1990 do 2004 nieprzerwanie zasiadał w Folketingecie. W rządach Poula Nyrupa Rasmussena sprawował urząd ministra rolnictwa i rybołówstwa (1994–1996), ministra ds. żywności (1996–2000) oraz ministra ds. społecznych (2000–2001).
W wyborach w 2004 z listy Socialdemokraterne uzyskał mandat posła do Parlamentu Europejskiego. Zasiadał we frakcji Partii Europejskich Socjalistów, Komisji Rynku Wewnętrznego i Ochrony Konsumentów oraz Komisji Rybołówstwa. Zrezygnował z członkostwa w PE w 2006.
W tym samym roku został sekretarzem generalnym Socialdemokraterne. Z listy socjaldemokratów w wyniku wyborów w 2007 powrócił do duńskiego parlamentu. Reelekcję uzyskiwał w 2011, 2015 i 2019.
3 października 2011 objął stanowisko ministra transportu w rządzie Helle Thorning-Schmidt. Urząd ten sprawował do 9 sierpnia 2013. 10 października 2014 powrócił do rządu jako minister ds. zatrudnienia. Zakończył pełnienie tej funkcji wraz z całym gabinetem 28 czerwca 2015. W październiku 2015 został wybrany prezydentem Rady Nordyckiej na okres od 1 stycznia do 31 grudnia 2016.
21 czerwca 2019 objął funkcję przewodniczącego Folketingetu. Urząd ten sprawował do końca kadencji w 2022, nie ubiegał się wówczas o ponowny wybór do parlamentu.